# Euptelea
Euptelea Siebold & Zucc. è un genere di piante angiosperme dell'ordine Ranunculales, unico genere della famiglia Eupteleaceae K.Wilh..

## Tassonomia
Il genere comprende le seguenti specie:
- Euptelea pleiosperma Hook.f. & Thomson
- Euptelea polyandra Siebold & Zucc.